# 高倉村 (新潟県)
高倉村（たかくらむら）は、かつて新潟県北魚沼郡にあった村。

## 沿革
- 1893年（明治26年）4月7日 - 北魚沼郡高根村の大字高倉が分離し、村制施行して高倉村が発足。
- 1901年（明治34年）11月1日 - 北魚沼郡上条村と合併し、上条村を新設して消滅。